# Roncoferraro
Roncoferraro é uma comuna italiana da região da Lombardia, província de Mântua, com cerca de 6.674 habitantes. Estende-se por uma área de 63 km², tendo uma densidade populacional de 106 hab/km². Faz fronteira com Bagnolo San Vito, Bigarello, Castel d'Ario, Mantova, San Giorgio di Mantova, Sustinente, Villimpenta.

## Demografia
| Variação demográfica do município entre 1861 e 2011                               |
|                                                                                   |
| Fonte: Istituto Nazionale di Statistica (ISTAT) - Elaboração gráfica da Wikipedia |